# Hugo Page
Hugo Page (Chartres, 24 luglio 2001) è un ciclista su strada francese che corre per il team Intermarché-Wanty; è professionista dal 2022.

## Palmarès

### Strada
- 2018 (Juniores)

La Bernaudeau Junior
Classifica generale Tour des Portes du Pays d'Othe
3ª tappa, 1ª semitappa Tour du Pays de Vaud (Cully > Savigny)
- 2019 (Juniores)

Campionati francesi, Prova a cronometro Junior
Crono delle Nazioni Junior (cronometro)
- 2023 (Intermarché-Circus-Wanty, una vittoria)

4ª tappa Tour du Limousin (Glandon > Pays de Saint-Yrieix-Limoges)

#### Altri successi
- 2018 (Juniores)

2ª tappa, 1ª semitappa Tour des Portes du Pays d'Othe (Estissac, cronosquadre)
Classifica giovani Tour des Portes du Pays d'Othe

## Piazzamenti

### Grandi Giri
- Tour de France

2024: 117°
2025: 138°
- Vuelta a España

2023: 127°

### Classiche monumento
- Giro delle Fiandre

2024: 51°
- Parigi-Roubaix

2024: 34°

### Competizioni mondiali
- Campionati del mondo

Innsbruck 2018 - In linea Junior: 39º
Yorkshire 2019 - Cronometro Junior: 18º
Fiandre 2021 - In linea Under-23: 51º

### Competizioni europee
- Campionati europei

Zlín 2018 - Cronometro Junior: 21º
Zlín 2018 - In linea Junior: 12º
Alkmaar 2019 - Cronometro Junior: 7º
Alkmaar 2019 - In linea Junior: ritirato
Trento 2021 - Cronometro Under-23: 19º
Trento 2021 - In linea Under-23: 37º
Limburgo 2024 - In linea Elite: 48º